# Незнакомцы в поезде (роман)
«Незнакомцы в поезде» (англ. Strangers on a Train) — психологический триллер Патриции Хайсмит опубликованный в 1950 году. Дебютный роман писательницы.
Был впервые экранизирован в 1951 году режиссером Альфредом Хичкоком и в 1969 году Робертом Спарром. Роман был адаптирован для радио в 2004 году Крейгом Уорнером.

## Сюжет
Случай сводит архитектора Гая Хейнса с плейбоем-психопатом Чарльзом Энтони Бруно, который предлагает идею «обменяться убийствами»: так ни у одного из них не будет мотива, и у полиции не будет причин подозревать кого-либо из них. Гай не принимает Бруно всерьез и это приводит к фатальным последствиям для обоих.

## Театральные и радиоадаптации
Драматург Крейг Уорнер приобрел права на постановку спектакля « Незнакомцы в поезде» в 1995 году и написал экранизацию рассказа как для театра, так и для радио. Радиоверсия была записана и передана BBC и выпущена на компакт-диске в мае 2004 года. Постановка пьесы в Вест-Энде проходила со 2 ноября 2013 года по 22 февраля 2014 года в театре Гилгуд. Главные роли сыграли Джек Хьюстон, Лоуренс Фокс, Миранда Рэйсон, Имоджен Стаббс, Кристиан МакКей и Мианна Бёринг .

## Влияние
- Эпизод 2009 года в сериале "Касл" ABC под названием "Двойной удар" в общих чертах следует сюжету романа, который упоминается в эпизоде.
- Эпизод 2013 года телесериала TNT «Риццоли и Айлс» под названием "Партнеры в преступлении" в общих чертах следует сюжету романа, который упоминается в эпизоде.
- В эпизоде 12 серии «Незаконченные дела» 7 сезона "Тайн Мердока" используется тот же сюжет двойных несвязанных убийств.
- Фильм 1987 года «Сбрось маму с поезда» представляет собой комедийную версию книги.
- В романе Питера Свонсона ''Восемь совершенных убийств'' 2020 года книга широко обсуждается и используется в качестве ключевого сюжета.
- Эпизод 2011 года из криминальной драмы CSI: Crime Scene Investigation, эпизод «Tell-Tale Hearts».